# Жил-был обманщик
«Жил-был обманщик»,  также «Жил-был мошенник» (англ. There Was a Crooked Man...) — комедийный вестерн режиссёра Джозефа Манкевича 1970 года.
Название фильма — первая строка английского народного стишка (англ.), на русском языке известного в переводах Чуковского («Жил на свете человек, скрюченные ножки…») и Маршака («Жил-был человечек кривой на мосту…»).

## Сюжет
Профессиональный преступник Парис Питман (Кирк Дуглас) в 1883 году в Аризоне грабит банк на 500 тысяч долларов. Вскоре он попадается, успев перед этим спрятать добычу в змеином гнезде. Попав в тюрьму, Парис делает вид, что помогает вновь назначенному прогрессивному начальнику тюрьмы Вудворду Лопману (Генри Фонда) проводить реформы, однако в решающий момент, спровоцировав бунт, сбегает. Лопман лично идёт по его следу, обнаруживая Париса с деньгами, но мёртвым от укуса змей. Лопман возвращает труп Париса к воротам тюрьмы, однако сам с деньгами уезжает в Мексику.

## В ролях
- Кирк Дуглас — Парис Питман
- Генри Фонда — Вудворд Лопман
- Хьюм Кронин — Дадли Уиннер
- Уоррен Оутс — Флойд Мун
- Бёрджесс Мередит — Малыш Миссури
- Алан Хейл-младший — Тобакии
- Джон Рэндольф — Сайрус Макнатт
- Берт Фрид — Скиннер

## Критика
Как написал в «Нью-Йорк Таймс» кинокритик Винсент Кэнби, «фильм обладает вкусом, умом и несколько горьким юмором, который у меня ассоциируется с Манкевичем, который в реальной жизни является одним из самых утончённых и наименее простонародных рассказчиков Америки, особенно известным своими историями о старом Голливуде… Фильм по сути представляет собой дуэль двух мужчин — хорошего и плохого — и именно эти небольшие, более цивилизованные столкновения героев, поданные иронично и остроумно, делают фильм одним из самых приятных среди тех, что можно увидеть в этом сезоне».